# Tarwinia australis
Tarwinia australis (лат.) — вид вымерших блох из отложений мелового периода Австралии, единственный в составе рода Tarwinia и семейства Tarwiniidae. Аптский ярус, Koonwarra (Виктория, южная Австралия). Предположительно паразитировали на птерозаврах.

## Описание
Мелкие бескрылые насекомые (длина тела около 7 мм). Сплющенные с боков; ноги длинные, не прыгательные. Усики 17-члениковые. Нижнечелюстные щупики 4-члениковые. Лапки 5-члениковые. Голени с рядами шипиков-ктенидий. Брюшко покрыто рядами шипиков, направленными назад (как у современных блох).

## Систематика
Вид был впервые описан в 1986 году австралийскими энтомологами П. Джеллом и П. Дунканом (P. A. Jell, P. M. Duncan; Queensland Museum, South Brisbane, Квинсленд, Австралия). 
В 2013 году таксон выделен в отдельное семейство Tarwiniidae Huang, Engel, Cai & Nel, 2013. Вместе с другими мезозойскими эктопаразитами из родов Saurophthirus (Saurophthiridae) и Pseudopulex (Pseudopulicidae) представляют одну из древнейших ветвей группы, близкой к современным блохам.
В 2017 году семейства Saurophthiridae, Pseudopulicidae и Tarwiniidae были объединены в надсемейство Saurophthiroidea.